# Antje Blumenthal

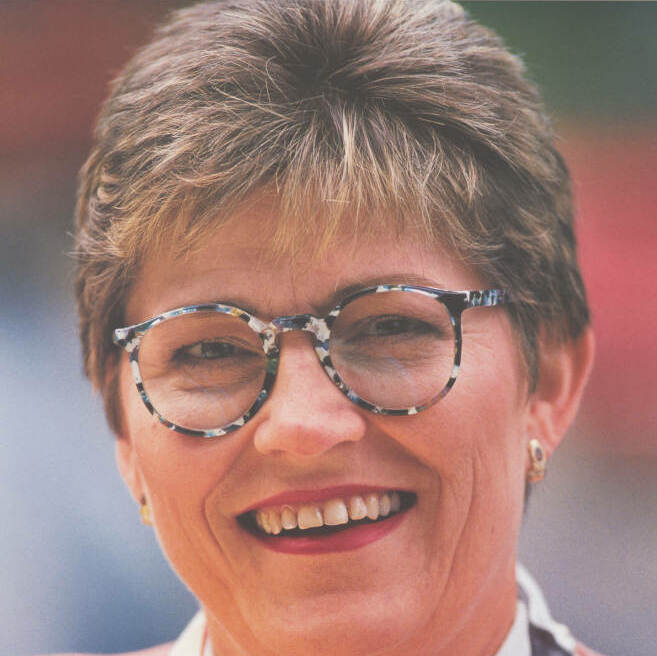
Antje Blumenthal

Antje Blumenthal geb. Meißner (* 25. Dezember 1947 in Itzehoe) ist eine deutsche Politikerin (CDU). Sie war von 2001 bis 2009 Mitglied des Deutschen Bundestages und zuvor für mehrere Wahlperioden Mitglied der Hamburgischen Bürgerschaft.

## Leben und Beruf
Antje Blumenthal absolvierte eine Ausbildung in der Steuerverwaltung der Stadt Hamburg und war danach in Finanzämtern und in der Oberfinanzdirektion Hamburg tätig.
Sie ist verheiratet.

## Partei
Blumenthal trat 1966 in die CDU ein und war von 1992 bis Mai 2008 stellvertretende Vorsitzende des CDU-Landesverbandes Hamburg.
Sie engagierte sich besonders in der Christlich-Demokratischen Arbeitnehmerschaft (CDA) und war von 1989 bis 2003 CDA-Landesvorsitzende in Hamburg sowie von 1993 bis 2003 stellvertretende CDA-Bundesvorsitzende.

## Abgeordnete
Antje Blumenthal gehörte von 1974 bis 1989 der Bezirksversammlung von Hamburg-Mitte und von November 1986 bis Mai 1987 erstmals der Hamburgischen Bürgerschaft an. Von 1989 bis 2001 war sie erneut Mitglied der Bürgerschaft. Dort war sie von 1994 bis 1997 Vorsitzende des Sozialausschusses und von 1997 bis 2001 stellvertretende Vorsitzende der CDU-Bürgerschaftsfraktion.
Am 8. November 2001 rückte sie für die ausgeschiedene Abgeordnete Birgit Schnieber-Jastram in den Deutschen Bundestag nach, dem sie bis zu ihrem Ausscheiden nach dem Ende der 16. Legislaturperiode 2009 angehörte. Hier war sie stellvertretende Vorsitzende der Deutsch-Baltischen Parlamentariergruppe. Antje Blumenthal ist stets über die Landesliste Hamburg in den Bundestag eingezogen. Für die Bundestagswahl 2009 ließ sie sich von ihrer Partei nicht wieder nominieren. Bei der Aufstellung der Landesliste auf der Landesvertreterversammlung der CDU-Hamburg am 27. März 2009 sagte der CDU-Landeschef Michael Freytag: „Antje, du wirst schwer zu ersetzen sein, wir vermissen dich schon jetzt.“
Nach dem Ausscheiden aus dem Bundestag war sie von 2009 bis 2011 hamburgische Senatskoordinatorin für die Gleichstellung behinderter Menschen.

## Gesellschaftliche Ämter
Seit dem 14. Februar 2005 ist sie Vorsitzende im Landesrundfunkrat des Norddeutschen Rundfunks (NDR).